# Sandelträ
Denna artikel handlar huvudsakligen om virket sandelträ.
Sandelträ (även almugträ) är trä från träd av släktet Santalum. Träet, som är doftande, används som rökelse, i parfymer, för finsnickerier samt inom den alternativmedicinska aromaterapin. Träet används även som krydda i bland annat ansjovis och matjessill.
Träet förekommer i två varianter, vitt och rött sandelträ.

## Historia
När portugisiska sjöfarare anlände till Timor i början av 1500-talet fann de där kinesiska handelsmän som skeppade begärliga varor till Kina och Indien. Speciellt var det aromatiska sandelträdet en huvudsaklig handelsvara. Kryddor från Moluckerna och sandelträ från Timor betalades bra i Europa och Indien. Genom handel av dessa slag blev Portugal en stormakt till sjöss. Denna handel pågick i femtio år tills sandelträdet nästan hade utrotats.
Sandelträdet återhämtade sig emellertid, och när Portugal lämnade Östtimor 1975 var hälften av landet skogbeklätt. Men under den Indonesiska ockupationen fram till 1999 avverkades teak, sekvoja, sandelträ och mahogny i stor skala. Resterande skog förstördes så att bara 1 % skogsmark återstod. År 2007 förbjöd regeringen avverkning av skog, och startade ett program för återplantering av bland annat sandelträ.

## Vitt sandelträ
Det är mest vitt sandelträ som har varit handelsvara från Timor.

### Förekomst
Vitt eller gult sandelträ kan utvinnas från flera arter av Santalum. Största mängden kommer från Santalum album.
Santalum album är endemisk mellan östra Java och Timor, inklusive Små Sundaöarna. Ju längre österut desto högre anses träets kvalitet vara.

### Egenskaper

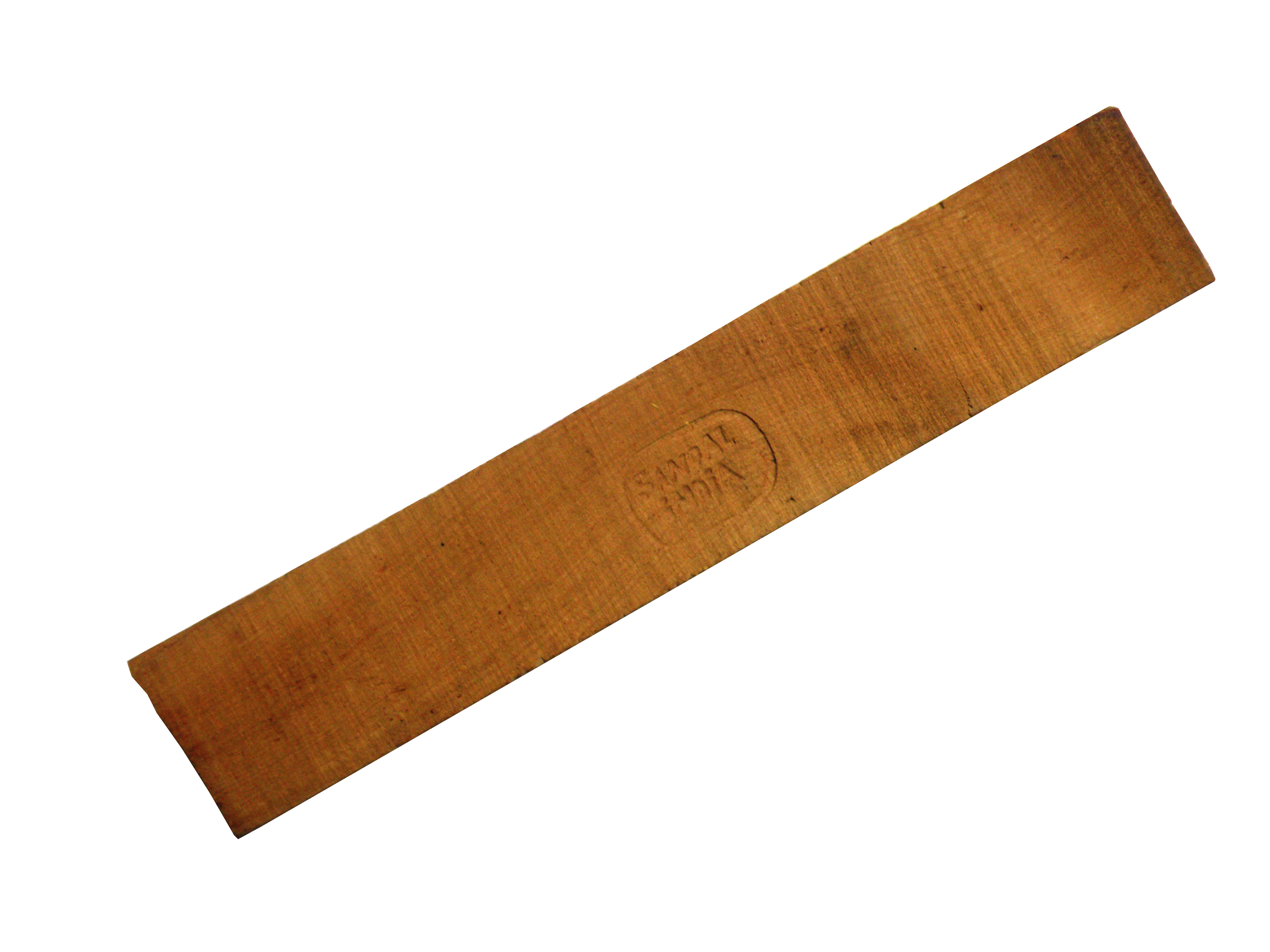
Kärnved

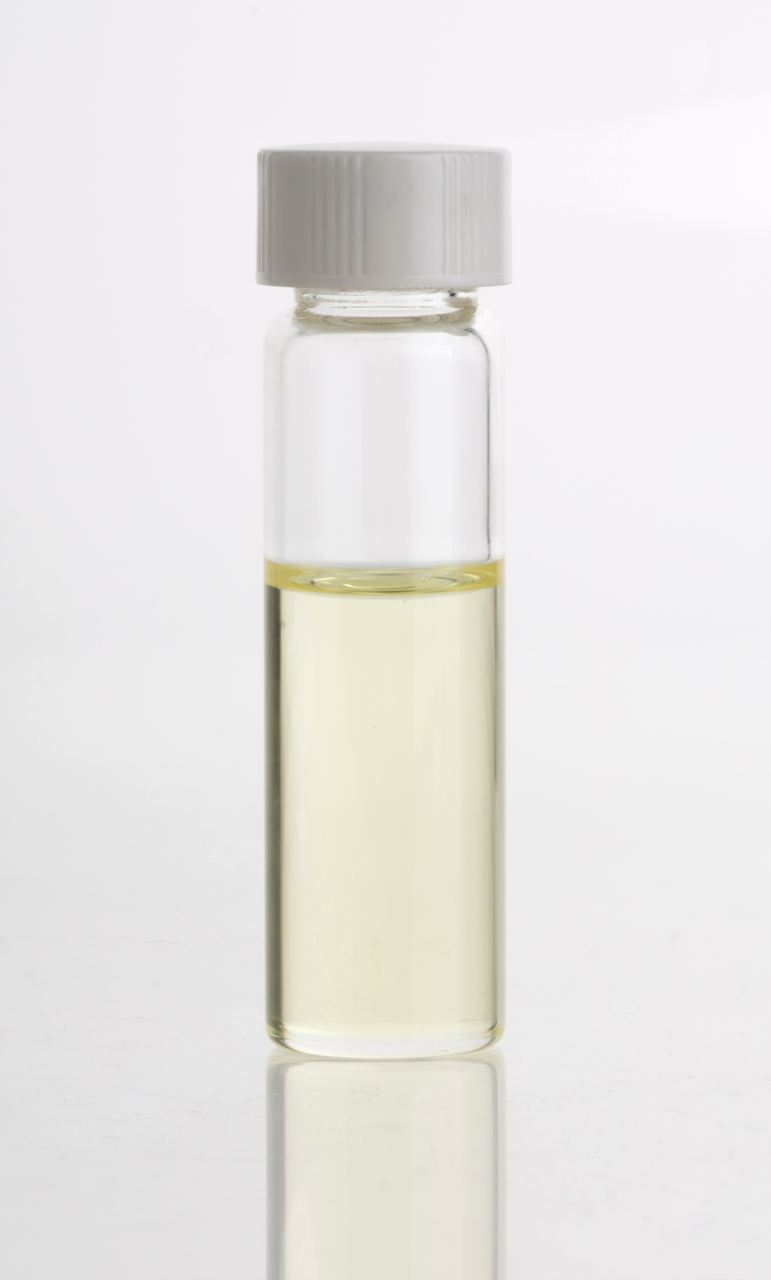
Sandelolja

Kärnveden är gul med omväxlande ljusare och mörkare rödaktiga ringar. På en färsk snittyta har virket en genomträngande aromatisk doft, som är starkare ju djupare färgen är.
Virket är tämligen homogent, tätt, hårt och med hög densitet, och svårt att klyva.
Från träet kan sandelolja, C30H48O2 utvinnas.

#### Medicinsk användning[5]
Sandelolja har gett goda resultat vid behandling av akne, psoriasis, eksem, vanliga vårtor och molluscum contagiosum. Till fördelarna hör att sandelolja i farmakologisk kvalitet är lättillgänglig.

### Användning
I buddhistiska länder används stora mängder för tillverkning av rökelse.
Virket används för tillverkning av finare möbler, träsnideriarbeten med mera.

## Rött sandelträ

### Förekomst
Rött sandelträ utgörs av kärnveden av Pterocarpus santalinus, ett träd som växer i Sydasien, speciellt i Sri Lanka och Filippinerna. Virket utvinns främst ur stammens nedre del och av de tjockare rötterna. Rödlistad.

### Egenskaper

Rött sandelträ

De uttagna trästyckena är utvändigt brunröda eller svartröda. På en färsk snittyta har de en vacker röd färg, som genom luftens inverkan mörknar till brunröd eller svartröd. Träet är hårt och tungt och har en sidenartad glans på spaltytan. Det innehåller ett rött färgämne, santalin, (5,7-dihydroxy-6-methoxy-1,2,3,4-tetrahydroantracen-9,10-dion), C15H14O5, som är olösligt i kallt vatten, men färgar kokande vatten gulrött. Santalin löser sig i etanol med en mättad gulröd färg och i alkalier med en djup rödviolett färg. Santalinhalten i träet är cirka 16 % och ämnet ger vackra färglacker.
Rött sandelträ är till skillnad från vitt sandelträ utan lukt och smak.

### Användning

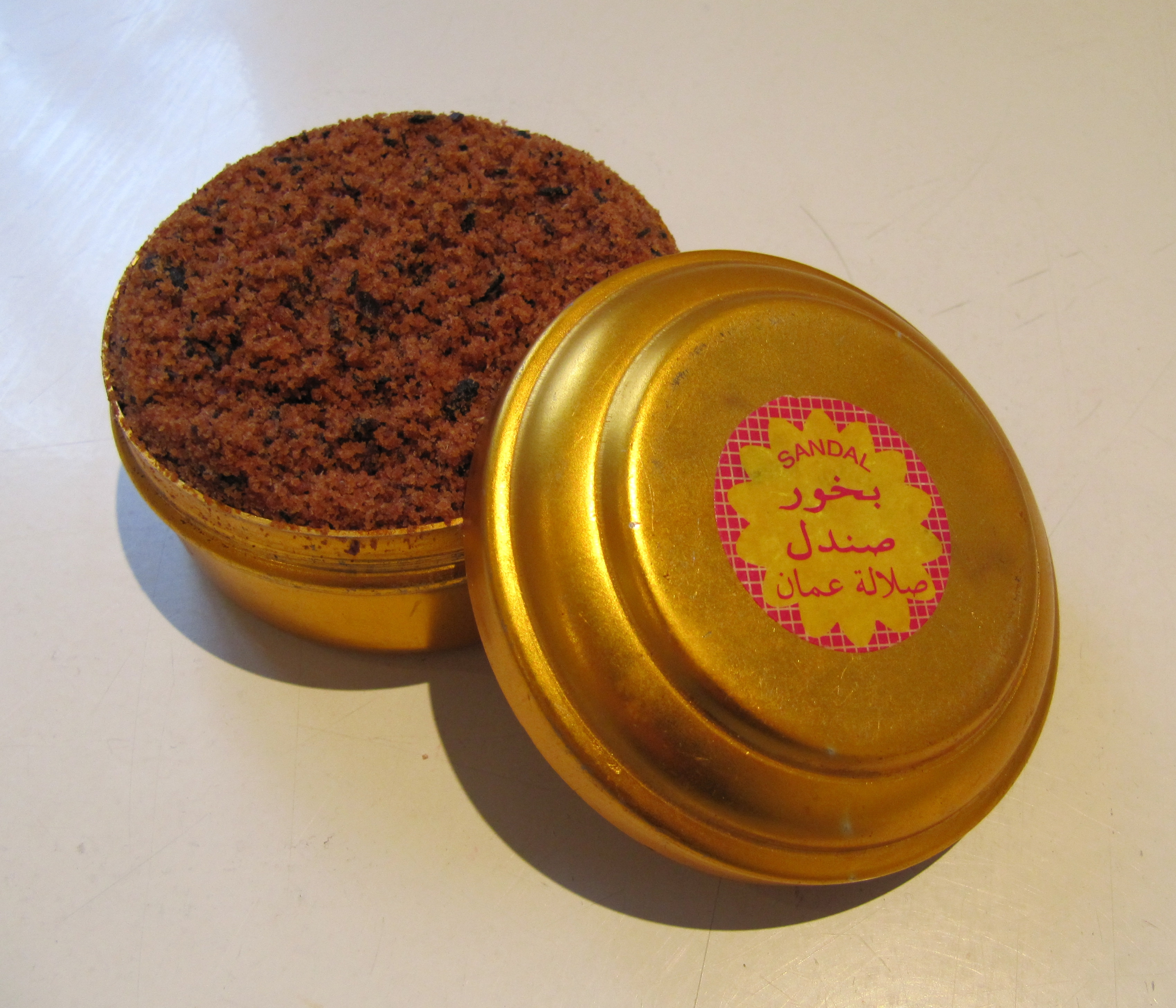
Sandelmjöl

Rött sandelmjöl kan användas till färgning av ull och till tryckning av tyger.
Det används också för tillverkning av röd möbelpolityr och till färgning av olika kosmetiska artiklar, likörer, tandkrämer och fernissor.
Virket används också för tillverkning av möbler och till andra finsnickerier.

#### Medicinsk användning[6]
Olika preparat av rött sandelträ ingår i traditionell indisk Ayurveda för behandling av diverse åkommor. Vetenskapliga undersökningar av preparaten har visat i huvudsak förebyggande effekt och i mindre grad vara botande. Uppnådd verkan kan bero på ett ämne eller flera, som finns i trädet. Moderna undersökningar har i kärnveden funnit ämnena santalin A, C33H26O10, santalin B, C34H28O10, savinin, C20H16O6, calocedrin, 
C20H16O7, pterolinus K, C23H18O7,
pterolinus L, C17H16O6 och pterostilbene, C16H16O3.

## Bilder

Vit sandel, Santalum album
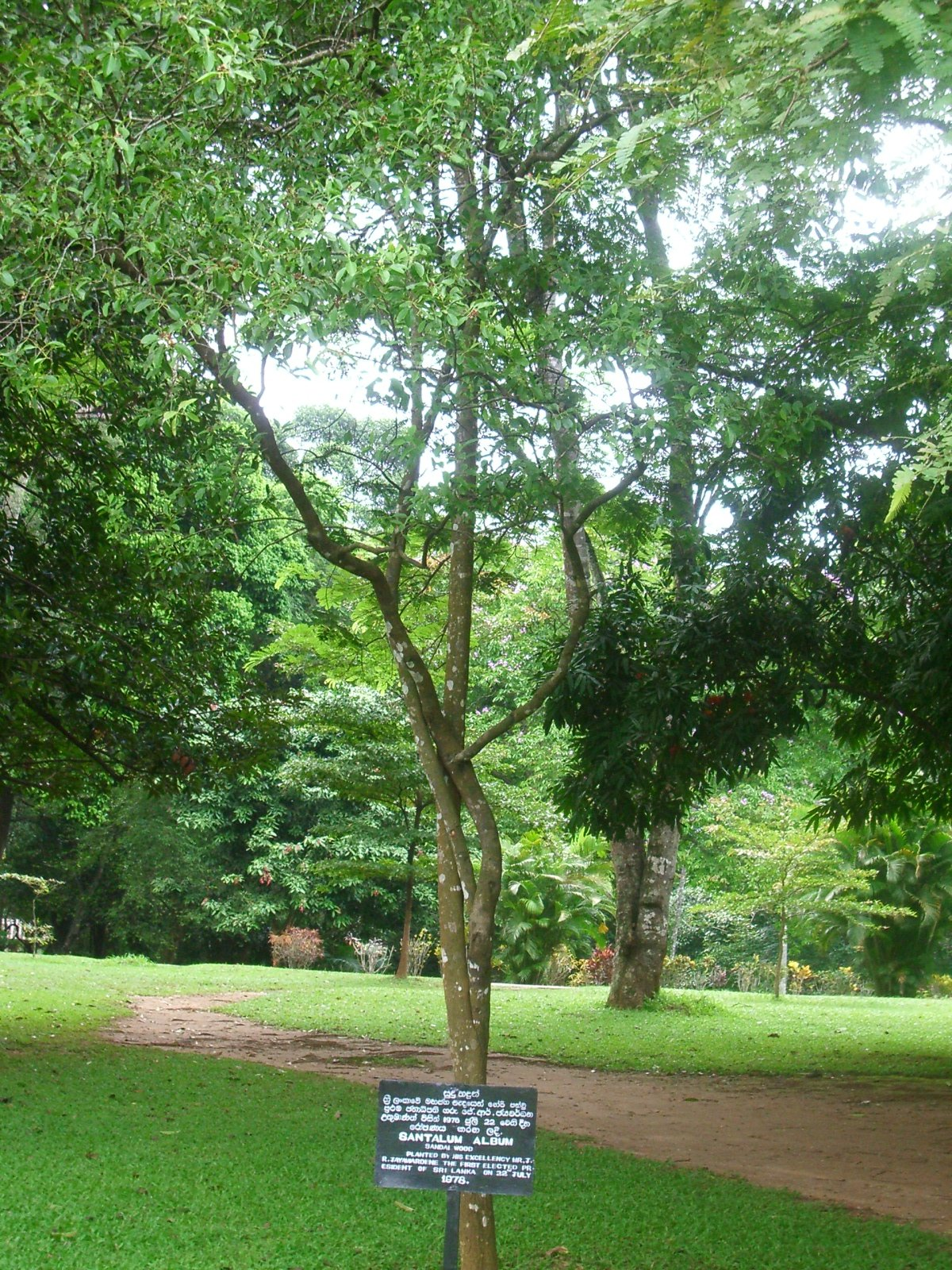
Planterades 1978 i botaniska trädgården Peradenia i Sri Lanka Utseendet 2006
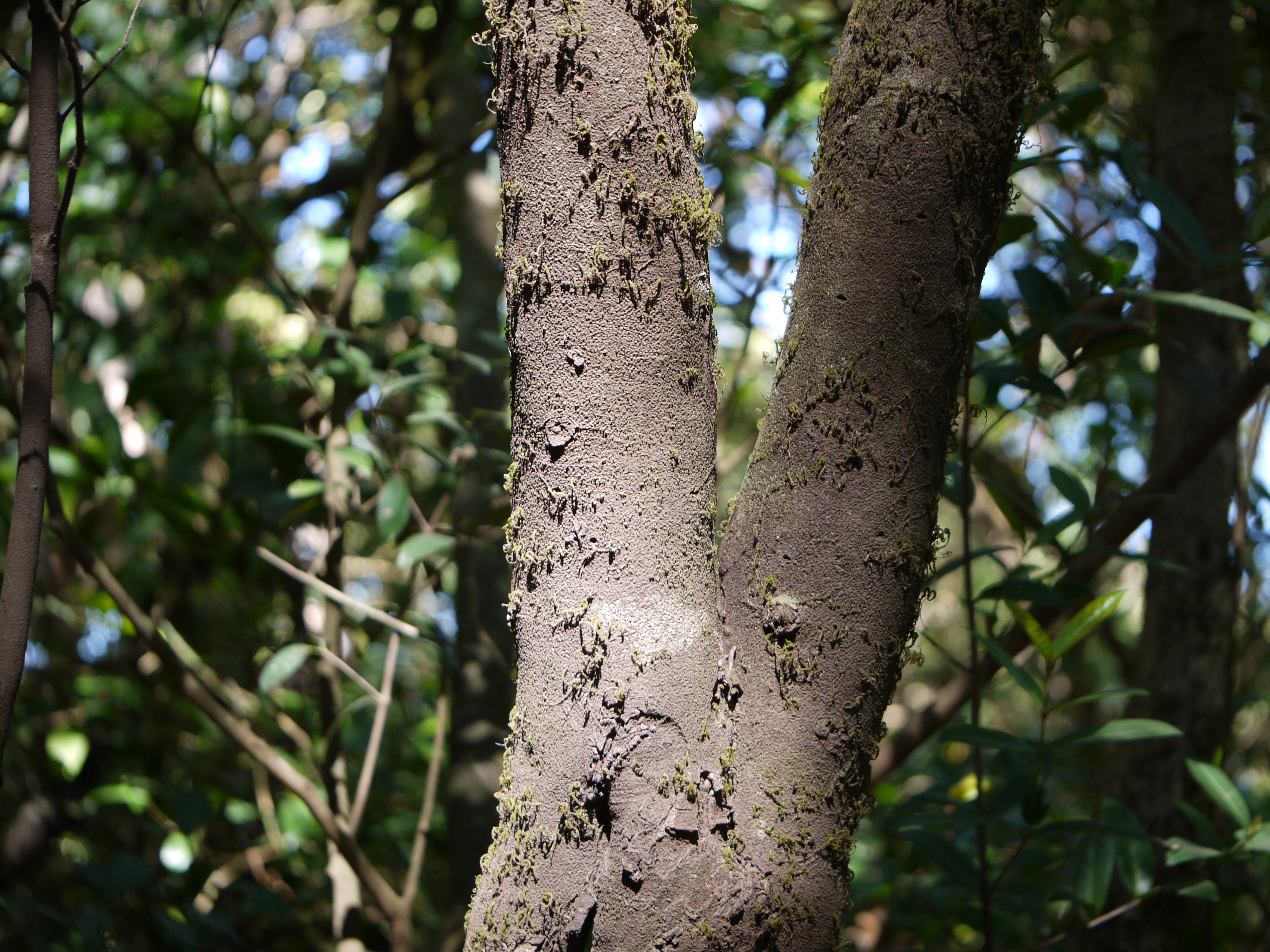
Närbild på stam
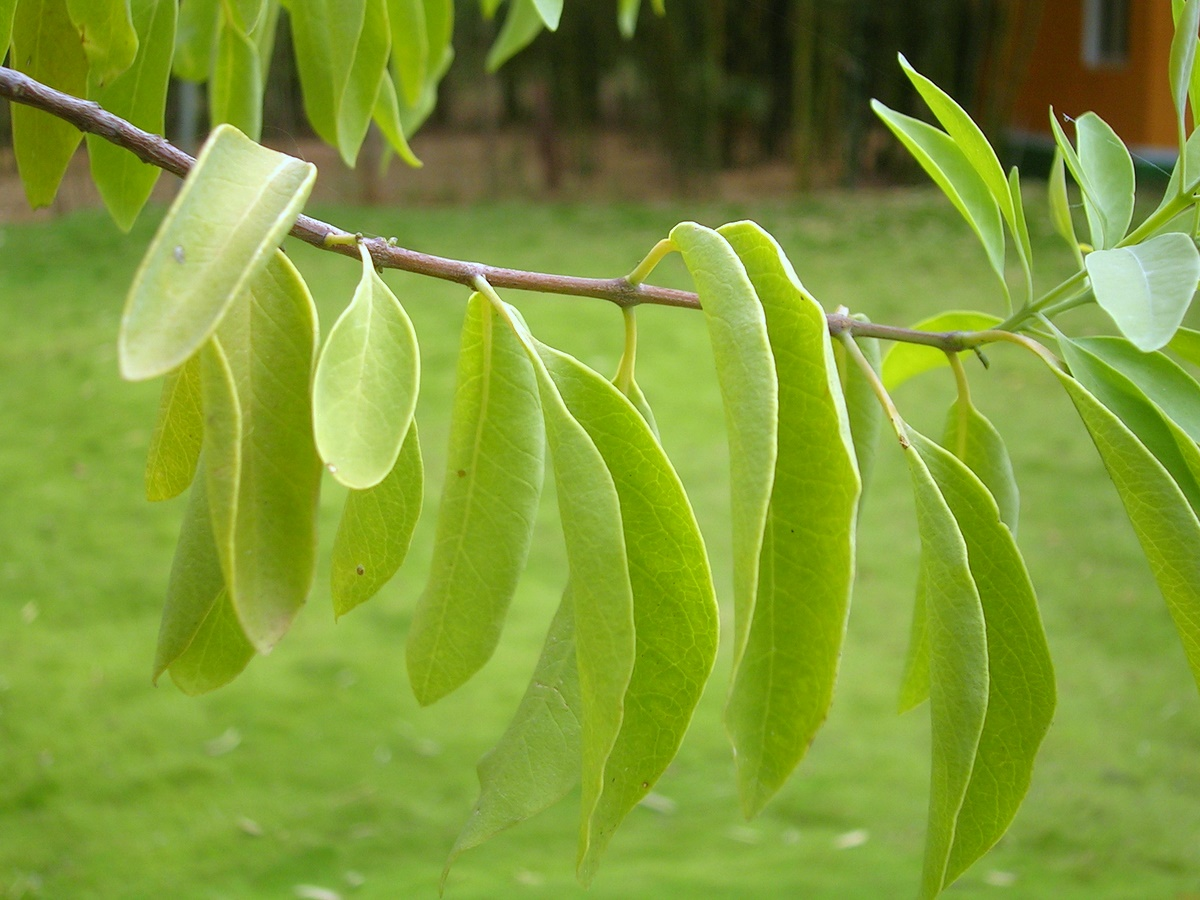
Kvist med blad
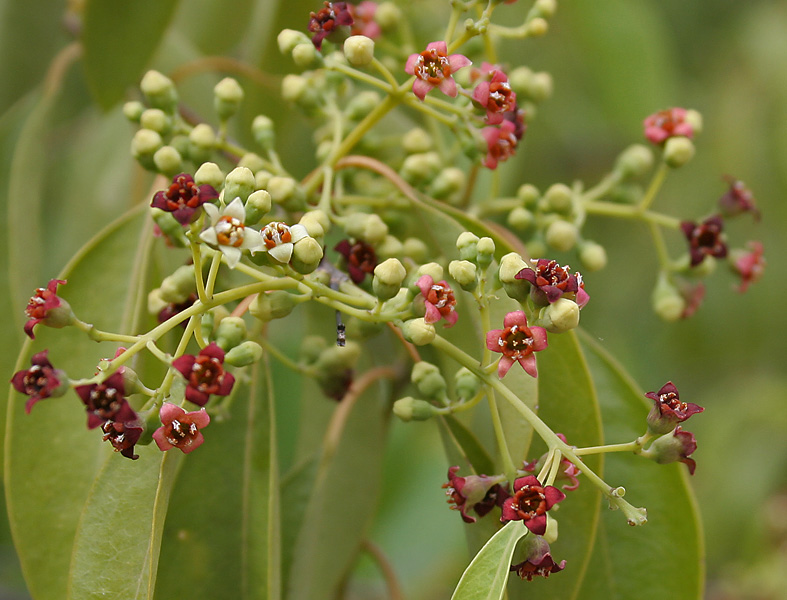
Blommor och knoppar
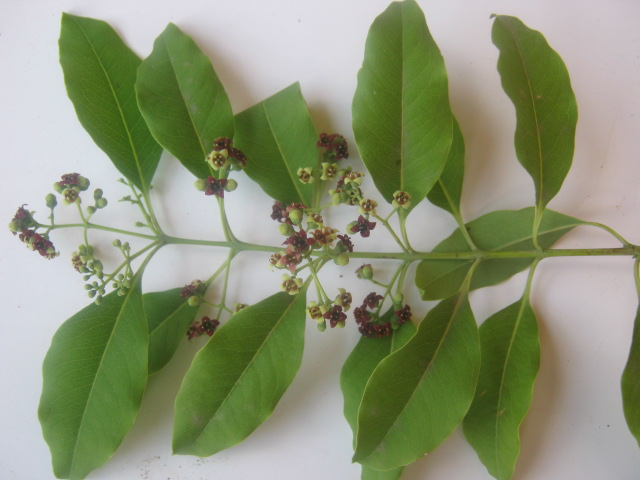
Blommornas placering
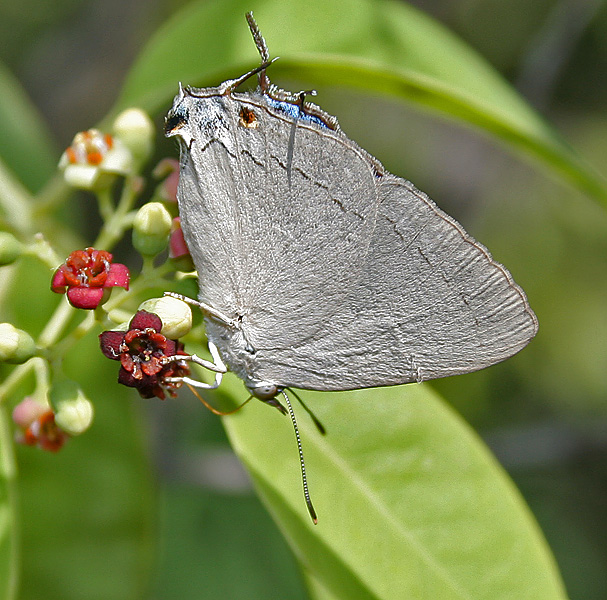
Besök av en påfågelfjäril, Tajuria cippus
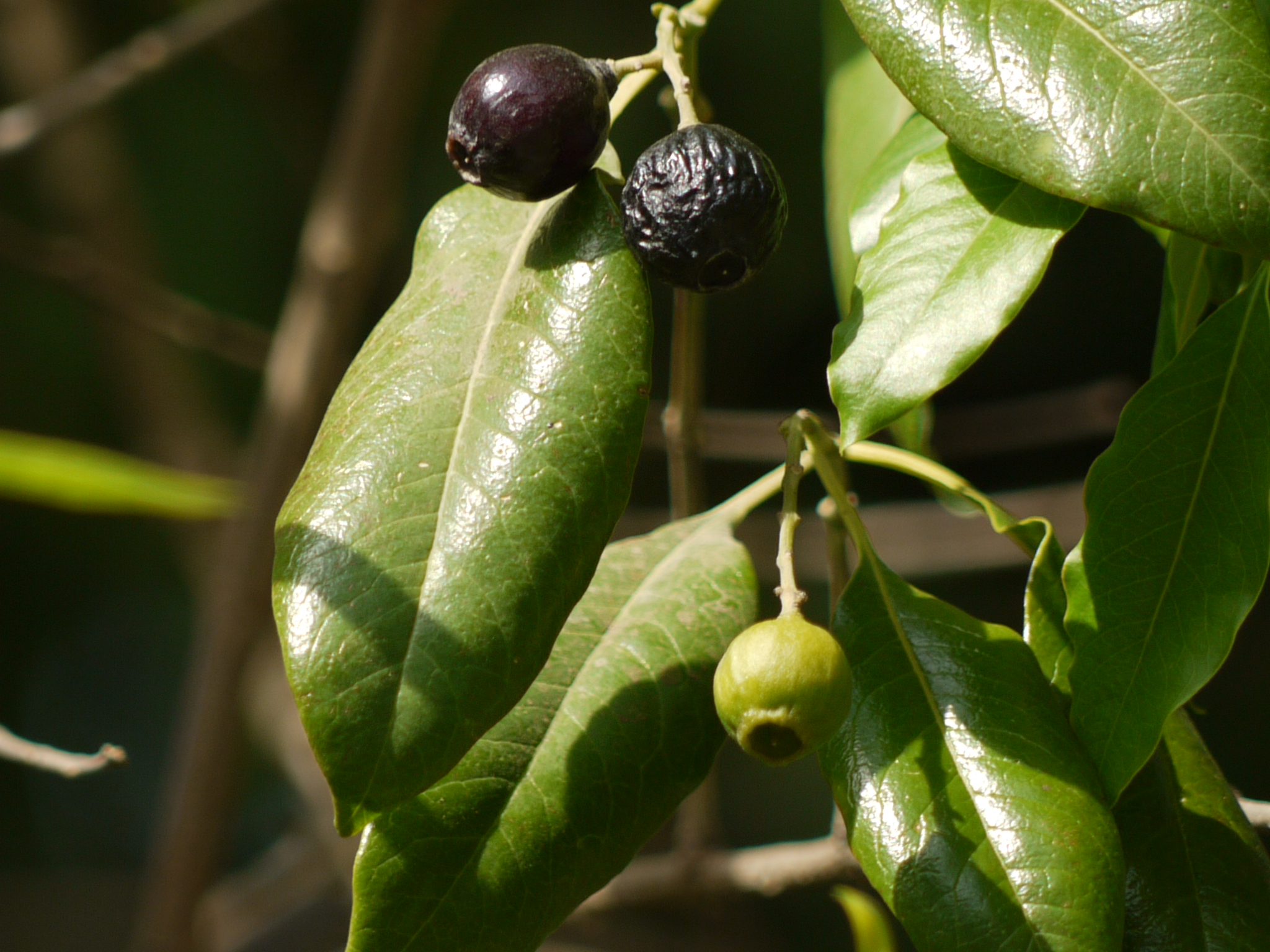
Frukter
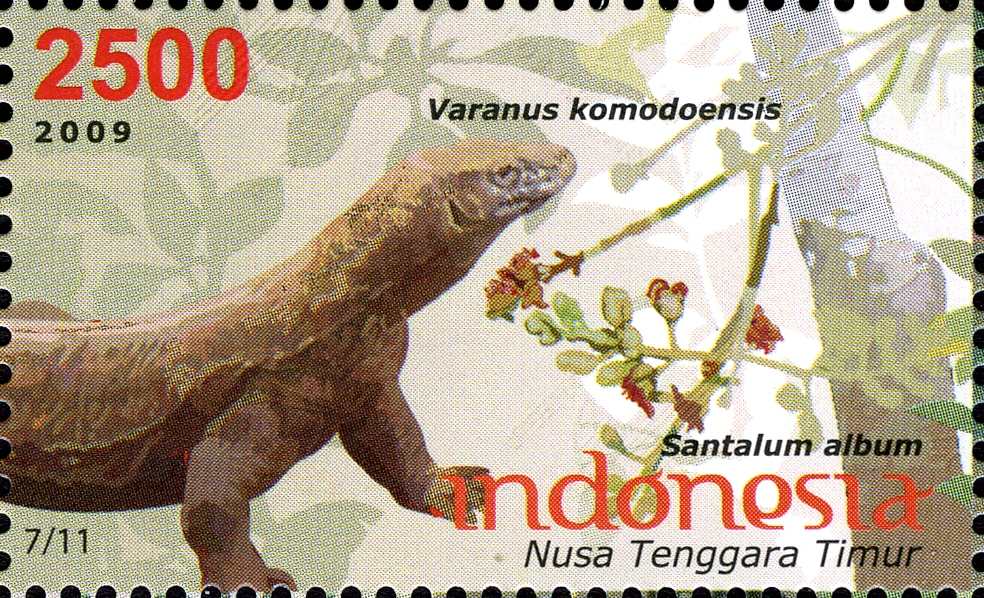
Frimärke från Timor Till höger Santalum album; till vänster Varanus komodoensis

Röd sandel, Pterocarpus santalinus
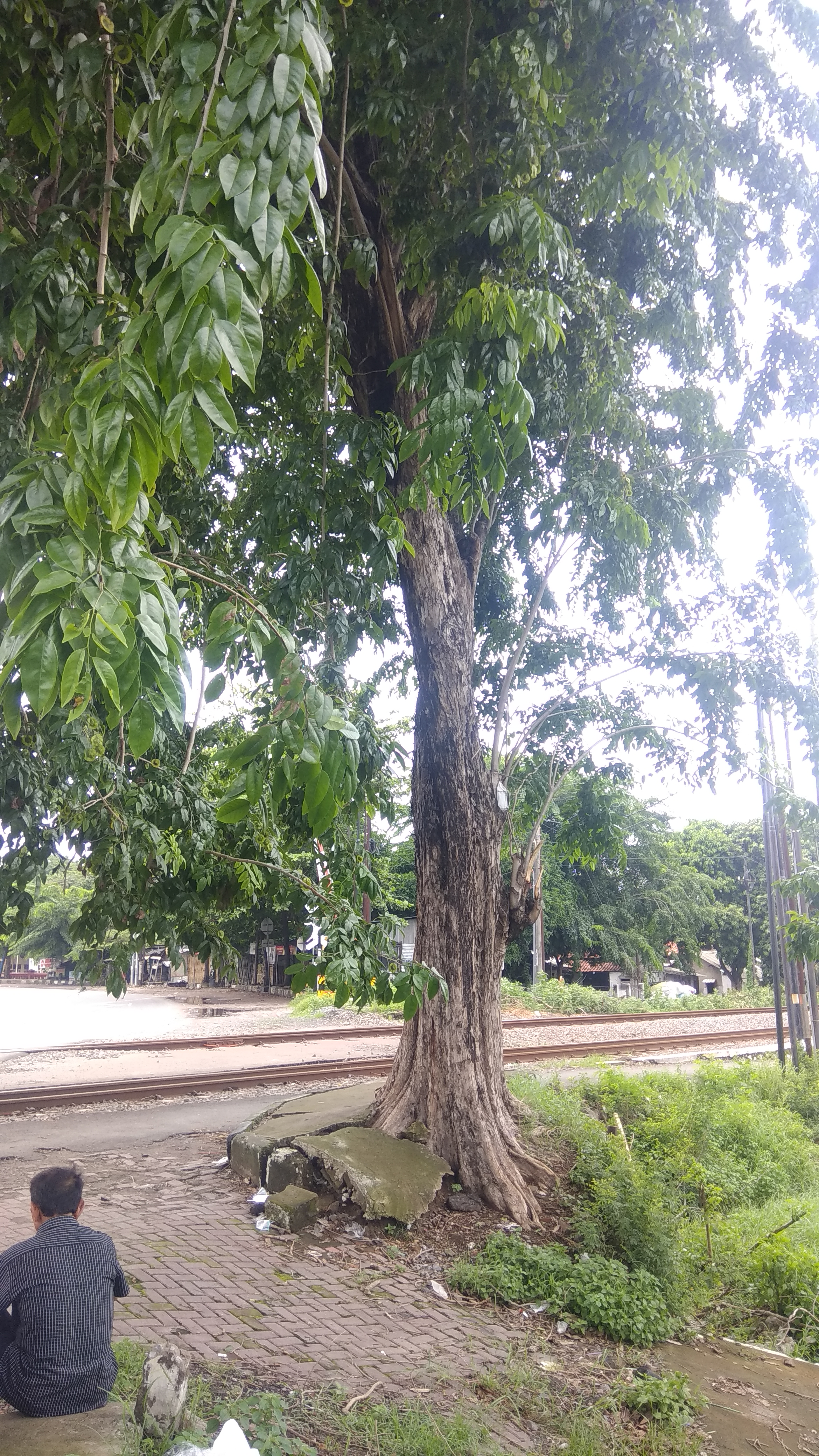
Lägg märke till stammens skruvning. En följd av solens rörelse under dagen
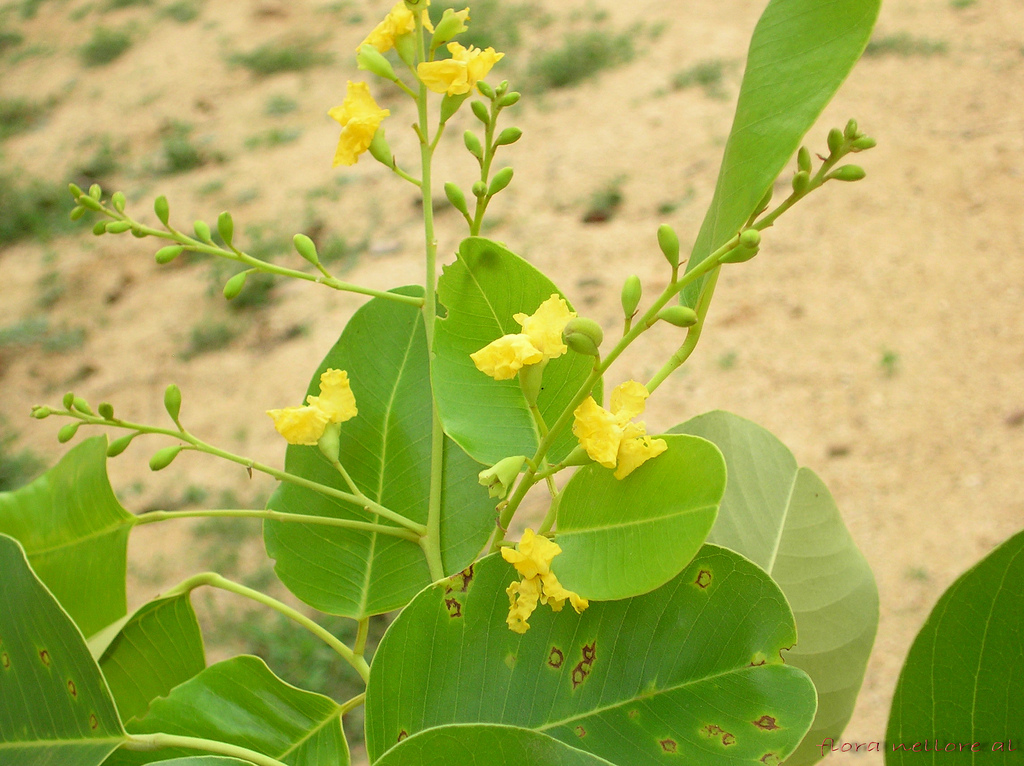
Blommor
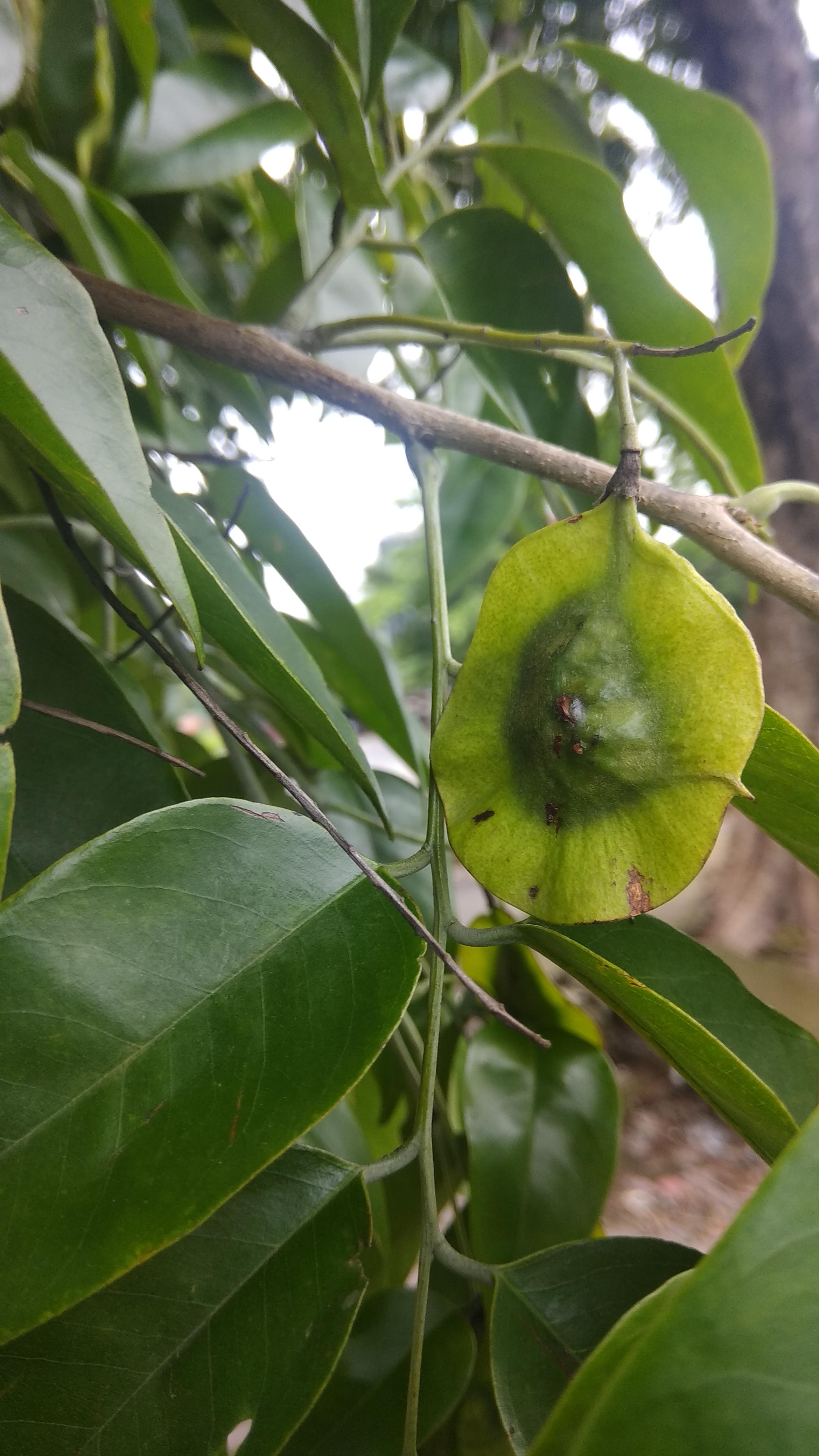
Halvmogen frukt
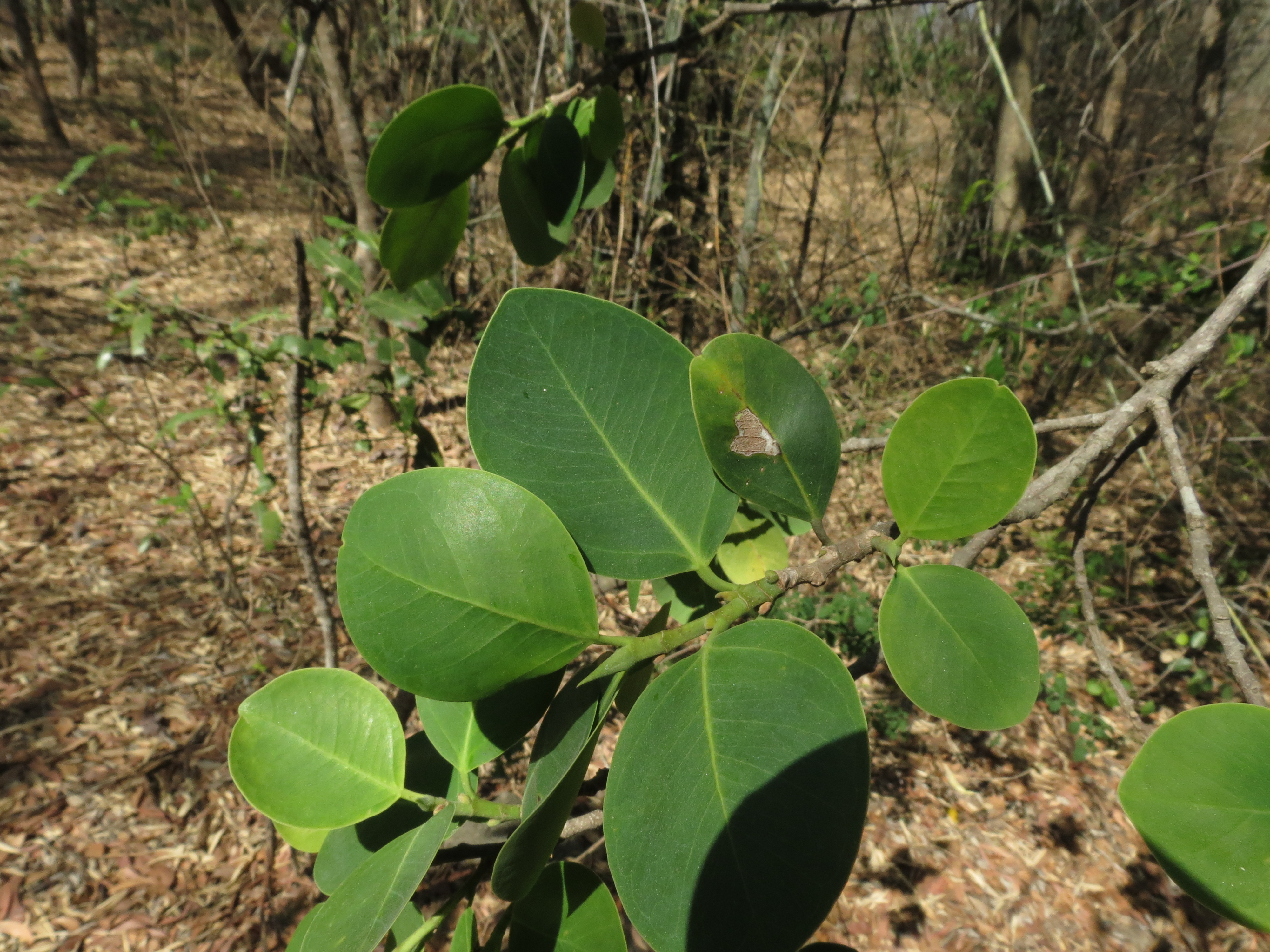
Blad
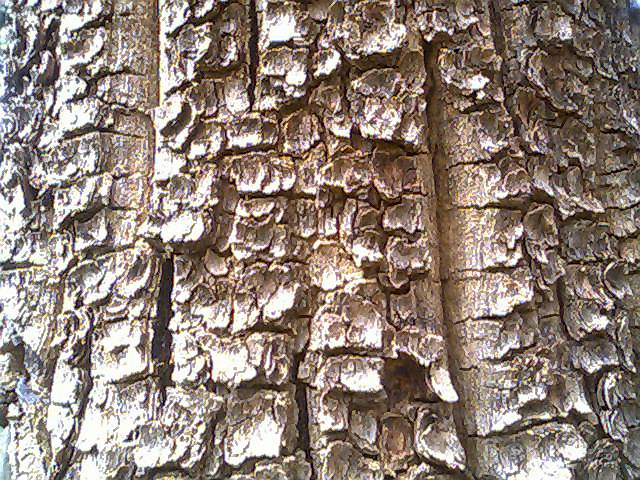
Bark
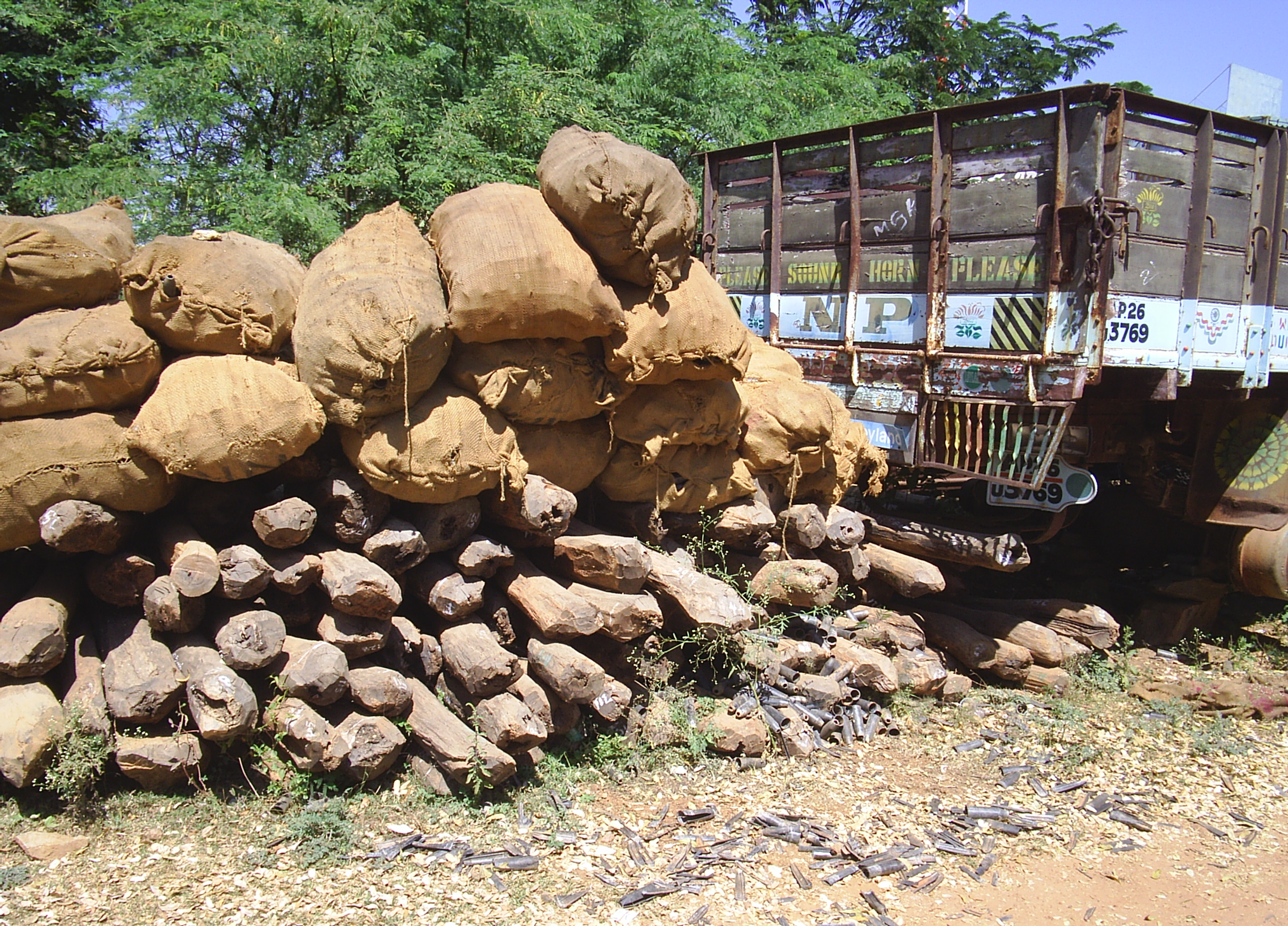
Beslagtaget timmer från illegal avverkning